# 클로리스
그리스 신화에서 클로리스(그리스어: Χλωρίς, 영어: Chloris)는 다양한 문맥에서 등장한다. 클로리스라는 용어는 창백한 녹색, 신선한, 연노랑을 의미하는 클로로스(χλωρός)라는 단어에서 유래한다. 일부는 각기 다른 인물을 의미한다. 그 밖의 스토리는 동일한 클로리스를 가리킬 수 있지만 세세한 부분에서 차이가 있다.
- 클로리스 (님프): 아네모이(서풍)가 사랑한 님프[1]
- 필로스의 클로리스: 필로스의 왕 넬레우스의 아내.[2]
- 테베의 클로리스: 니오비데스 중 한 명.[3]
- 클로리스: 오르코메누스의 딸.[4]

## 같이 보기
- 제목에 "클로리스" 항목을 포함한 모든 문서
- 그리스 신들의 가계도

### 참고 자료
- Gaius Julius Hyginus, Fabulae from The Myths of Hyginus translated and edited by Mary Grant. University of Kansas Publications in Humanistic Studies. Online version at the Topos Text Project.
- Pseudo-Apollodorus, The Library with an English Translation by Sir James George Frazer, F.B.A., F.R.S. in 2 Volumes, Cambridge, MA, Harvard University Press; London, William Heinemann Ltd. 1921. Online version at the Perseus Digital Library. Greek text available from the same website.
- Pseudo-Clement, Recognitions from Ante-Nicene Library Volume 8, translated by Smith, Rev. Thomas. T. & T. Clark, Edinburgh. 1867. Online version at theio.com
- Publius Ovidius Naso, Fasti translated by James G. Frazer. Online version at the Topos Text Project.
- Publius Ovidius Naso, Fasti. Sir James George Frazer. London; Cambridge, MA. William Heinemann Ltd.; Harvard University Press. 1933. Latin text available at the Perseus Digital Library.
- The Orphic Argonautica, translated by Jason Colavito. © Copyright 2011. Online version at the Topos Text Project.

| Disambiguation icon | 이 문서는 명칭이 같고 같은 종류에 속하는 여러 대상을 연결하는 색인 문서입니다. |